# Édito de Milão
O Édito de Milão ou Mediolano (em latim: Edictum mediolanense) promulgado em 13 de junho de 313 foi um documento proclamatório no qual se determina que o Império Romano seria neutro em relação ao credo religioso, acabando oficialmente com toda perseguição sancionada oficialmente, especialmente aos cristãos. Tal documento, publicado em forma de carta, transcreveu o acordo entre os tetrarcas Constantino (imperador do Ocidente) e Licínio (imperador do Oriente).
Além da liberdade religiosa, a aplicação do Édito fez devolver os lugares de culto e as propriedades que tinham sido confiscadas aos cristãos e vendidas em hasta pública: "o mesmo será devolvido aos cristãos sem pagamento de qualquer indenização e sem qualquer fraude ou decepção". Deu ao cristianismo, e a todas as outras religiões, o estatuto de legitimidade (latim: religio licita), comparável com o paganismo e com efeito destituiu o paganismo como religião oficial do Império Romano e dos seus exércitos.
Antes da emissão do Édito de Milão, Galério, em 30 de abril de 311, promulgou o Édito de Tolerância, também chamado de Decreto da Indulgência, no qual, buscando harmonia política, reconhece o cristianismo e dá fim à perseguição anticristã.

## História

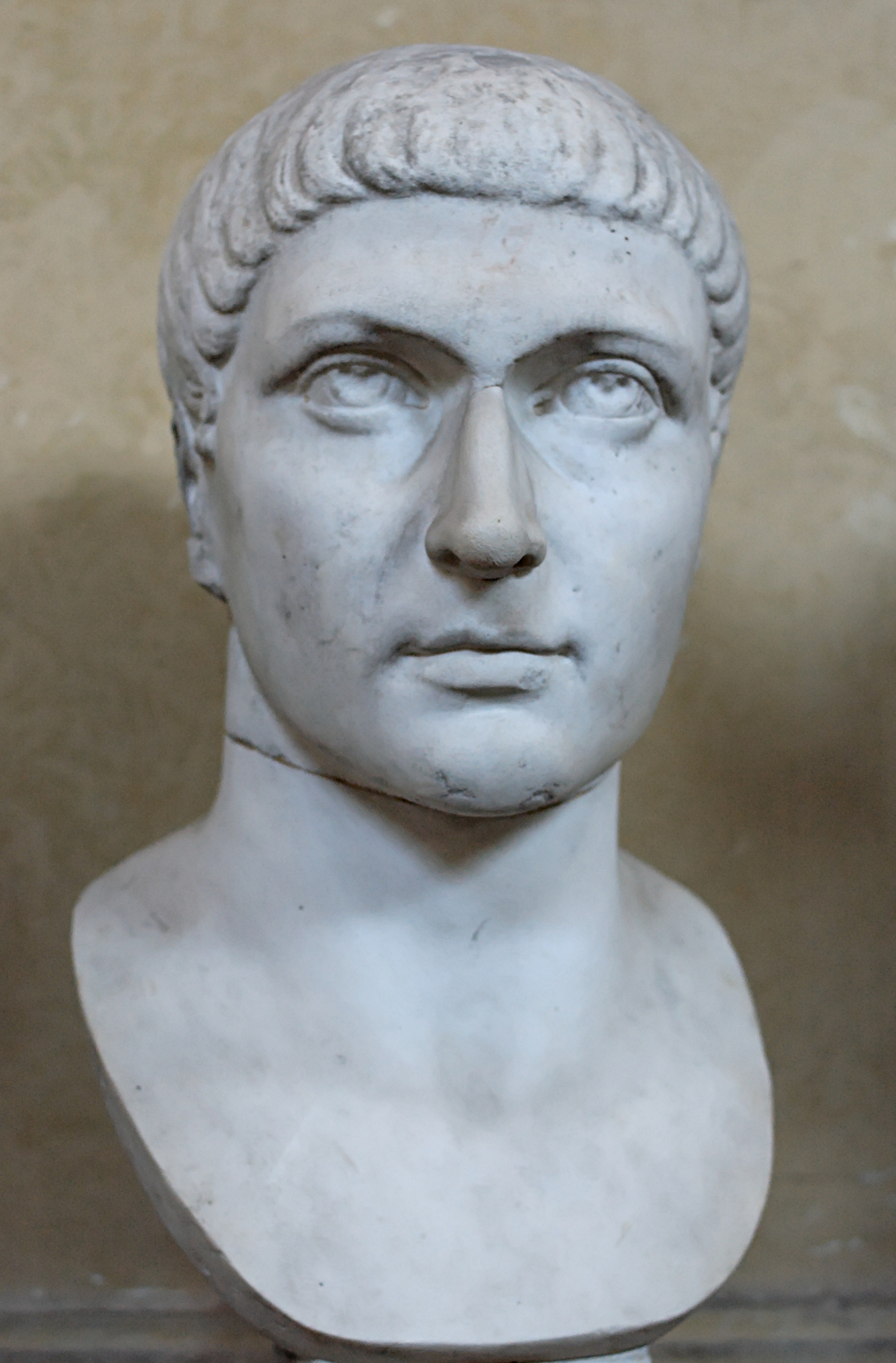
Busto do imperador Constantino

Em 303, o imperador Diocleciano decretou aquilo que veio a se nominar como A Grande Perseguição com o intuito de restaurar a unidade estatal, que, segundo o próprio, estava ameaçada pelo cristianismo.
A grande perseguição acabou se tornando entretenimento para a sociedade romana da época, onde os perseguidos, em especial cristãos, eram jogados aos leões e ursos em arenas ou obrigados a lutar contra gladiadores, em um costume que começou séculos antes com o imperador Nero em 64 Além disso,  Diocleciano ordenou que fossem demolidas todas as igrejas cristãs, queimadas as cópias da Bíblia, as autoridades eclesiásticas levadas à morte, cristãos privados dos cargos públicos e direitos civis, teriam que fazer sacrifícios aos deuses pagãos sob pena de morte, entre outros encargos.
Diocleciano se aposentou em 305 deixando vago o cargo de imperador. Entre os postulantes ao cargo, estava Constantino, à época com 25 anos. Antes de se tornar imperador do Ocidente, Constantino casou-se com Fausta, filha do imperador Maximiano e irmã de Magêncio, com quem travaria a batalha pelo poder, vencendo-o em 312 Foi nesta batalha que Constantino teria tido a visão do símbolo Chi Rho junto à inscrição latina In hoc signo vinces (português: "Com este sinal vencerás"), tendo-o gravado nos escudos dos soldados e, no dia seguinte, sagrando-se vencedor da batalha junto a Magêncio.
Em janeiro de 313, Constantino saiu de Roma com destino a Milão para presenciar o casamento de sua irmã com Licínio. Em março do mesmo ano, o Édito de Milão foi redigido e postado, em forma de carta endereçada ao governador da Bitínia, por Licínio em sua ida a Nicomédia, em 13 de junho de 313. A expressão Édito de Milão, pelo qual ficou conhecido tal documento, teria surgido apenas no século XVII.
Anos depois, na tentativa de consolidar a totalidade do Império Romano sob o seu domínio, Licínio em breve marchou contra Constantino. Como parte do seu esforço de ganhar a lealdade do seu exército, Licínio dispensou o exército e o serviço civil da política de tolerância do Édito de Milão, permitindo-lhes a expulsão dos cristãos. Os cristãos perderam consequentemente propriedades e muitos a vida.
Por volta de 324, Constantino ganhou o domínio de todo o Império, após derrotar Licínio em Adrianópolis e Crisópolis (atual Turquia) e ordenar sua execução por traição.

## Texto
Édito de Milão, março de 313.
| “ | Nós, Constantino e Licínio, imperadores, encontrando-nos em Milão para conferenciar a respeito do bem e da segurança do império, decidimos que, entre tantas coisas benéficas à comunidade, o culto divino deve ser a nossa primeira e principal preocupação. Pareceu-nos justo que todos, os cristãos inclusive, gozem da liberdade de seguir o culto e a religião de sua preferência. Assim qualquer divindade que no céu mora ser-nos-á propícia a nós e a todos nossos súbditos. Decretamos, portanto, que, não obstante a existência de anteriores instruções relativas aos cristãos, os que optarem pela religião de Cristo sejam autorizados a abraçá-la sem estorvo ou empecilho, e que ninguém absolutamente os impeça ou moleste... . Observai, outrossim, que também todos os demais terão garantia a livre e irrestrita prática de suas respectivas religiões, pois está de acordo com a estrutura estatal e com a paz vigente que asseguremos a cada cidadão a liberdade de culto segundo sua consciência e eleição; não pretendemos negar a consideração que merecem as religiões e seus adeptos. Outrossim, com referência aos cristãos, ampliando normas estabelecidas já sobre os lugares de seus cultos, é-nos grato ordenar, pela presente, que todos os que compraram esses locais os restituam aos cristãos sem qualquer pretensão a pagamento... [as igrejas recebidas como donativo e os demais que antigamente pertenciam aos cristãos deviam ser devolvidos. Os proprietários, porém, podiam requerer compensação. Use-se da máxima diligência no cumprimento das ordenanças a favor dos cristãos e obedeça-se a esta lei com presteza, para se possibilitar a realização de nosso propósito de instaurar a tranquilidade pública. Assim continue o favor divino, já experimentado em empreendimentos momentosíssimos, outorgando-nos o sucesso, garantia do bem comum. | ” |